# ティモール社会民主協会

ティモール社会民主協会の党旗

ティモール社会民主協会（英語:Timorese Social Democratic Association、ポルトガル語:Associação Social-Democrata Timorense）は、東ティモールの政党。略称ASDT。
1974年、現党首のフランシスコ・シャビエル・ド・アマラルがASDTの設立に参加。同年9月呼称をフレティリンに改称した。アマラルはフレティリンの初代党首となり、1975年11月28日、ポルトガルからの一方的な独立宣言の時に宣誓をして「大統領」となったが、のちに侵攻してきたインドネシアとの対話による融和を図り、追放されてしまう。
1999年、フランシスコ・シャビエル・ド・アマラルは、インドネシアのスハルト政権が崩壊後、軟禁先のジャカルタから帰国。2000年新生ASDTを創設し党首となる。2001年8月30日に行われた制憲議会選挙において、党は有効投票の7.8%を獲得し、88議席のうち6議席を獲得した。
2007年6月、国民議会選挙において、社会民主党（PSD）と連合を組み15.73%を得て、11議席を獲得した。そして、グスマン政権が誕生すると同党より観光通商産業大臣にギル=アルベスが入閣するが、同党と衝突し除名となった。これにより、ASDTは閣僚ポストがなくなった。ASDT単独の議席数は6であったが、現在は5ということになる。
党首のフランシスコ・シャビエル・ド・アマラルが、アイレウ県の領主（リウライ）の家系に生まれたため、アイレウ県および隣接するアイナロ県、マヌファヒ県で安定した地盤を持つ。